# Gastone Boni
Gastone Boni (Padova, 25 marzo 1914 – Cesena, 16 aprile 2004) è stato un calciatore e allenatore di calcio italiano, di ruolo attaccante.

## Carriera
Dal 1932 a 1934 gioca 4 partite in Serie A con il Padova.
Nella stagione 1936-1937 veste invece la maglia della Catanzarese.
In seguito gioca con Carpi, San Giovanni Valdarno e Rimini.
Da allenatore guida il Chieti dove sostituisce Elpidio Coppa prima dell'inizio del campionato di IV Serie 1953-1954.

## Palmarès

### Club

#### Competizioni nazionali
- Serie C: 1

Catanzarese: 1935-1936